# Heraclia karschii
Heraclia karschii is een vlinder uit de familie van de uilen (Noctuidae). De wetenschappelijke naam van de soort werd in 1897 gepubliceerd door William Jacob Holland. Het type-exemplaar werd verzameld in Equatoriaal Afrika en bevond zich ten tijde van de publicatie van de naam in het Museum für Naturkunde in Berlijn.
De soort komt voor in tropisch Afrika.